# Centre national de la recherche scientifique

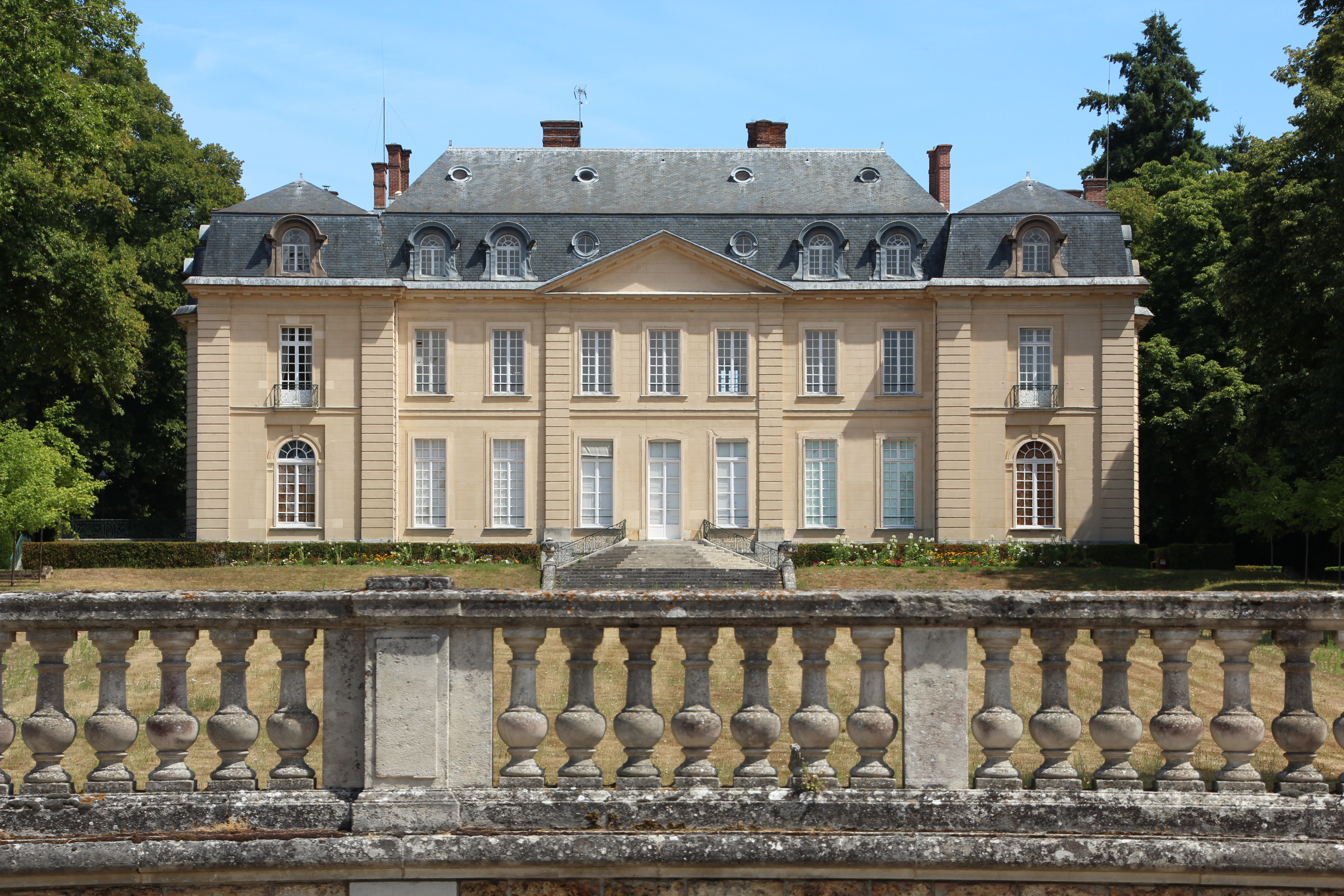
Het kasteel van Button in Gif-sur-Yvette in 2015.

Het Centre national de la recherche scientifique (CNRS; Nederlands: Nationaal Centrum voor Wetenschappelijk Onderzoek) is de grootste Franse overheidsorganisatie voor fundamenteel wetenschappelijk onderzoek. Het maakt deel uit van de PSL Research University. De organisatie is in 1939 opgericht bij decreet van de toenmalige Franse president Albert Lebrun. Onder het CNRS vallen ongeveer 1200 onderzoekseenheden (unités de recherche), die zijn onderverdeeld in eenheden die volledig door het CNRS beheerd worden (unités propres de recherche, UPR) en "gemengde" eenheden, die in samenwerking met een andere organisatie (zoals een bedrijf of een instelling voor hoger onderwijs) worden beheerd (unités mixtes de recherche, UMR). Het CNRS heeft ongeveer 30.000 medewerkers in dienst en een jaarlijkse begroting van ongeveer 3 miljard euro.
Het Centre national de la recherche scientifique kocht in 1946 het kasteel Button in Gif-sur-Yvette, dat eerder had toebehoord aan de Zwitserse bankier Édouard Noetzlin.

## Trivia
Van 1960 tot 1961 was de Zwitserse chemica Simone Rous als stagiaire aan het CNRS verbonden.